# Basen miejski przy ulicy gen. Józefa Bema w Raciborzu
Basen miejski przy ul. Bema w Raciborzu – otwarte kąpielisko miejskie, oddane do użytku w 1925 roku, użytkowane aż do powodzi w 1997 roku.

## Historia
Racibórz, jedno z pierwszych miast na Górnym Śląsku, posiadał otwarte kąpielisko, które znajdowało się nad Odrą przy ul. 1 Maja. Połączone było z rzeką, co warunkowało możliwość korzystania z niego w zależności od poziomu wody w Odrze. Ograniczenia w użytkowaniu kąpieliska spowodowały powstanie koncepcji wybudowania nowej pływalni. 9 września 1923 roku uchwałą rady miejskiej zdecydowano o powstaniu nowego kąpieliska. Budowa rozpoczęła się w 1924 roku, a zakończyła rok później. W lipcu 1925 roku dokonano oficjalnego otwarcia nowego obiektu. Koszt budowy kąpieliska wyniósł 240 tys. marek niemieckich.
Kąpielisko miejskie było wykorzystywane podczas I Olimpiady Górnośląskiej, która odbyła się we wrześniu 1925 roku.
Po II wojnie światowej kąpielisko nadal służyło mieszkańcom, aż do powodzi w 1997 roku, podczas której zostało zniszczone i w związku z tym zamknięte. Władze miasta uznały, że uszkodzenia są zbyt wielkie, aby można było obiekt odbudować. W zamian powstało kąpielisko miejskie w Oborze. W 2008 roku władze miasta sprzedały teren byłego kąpieliska prywatnemu inwestorowi, który postawił na jego miejscu osiedle mieszkaniowe. Obecnie wszystkie zabudowania zostały zburzone, a pozostały jedynie fragmenty dużego basenu.

## Charakterystyka

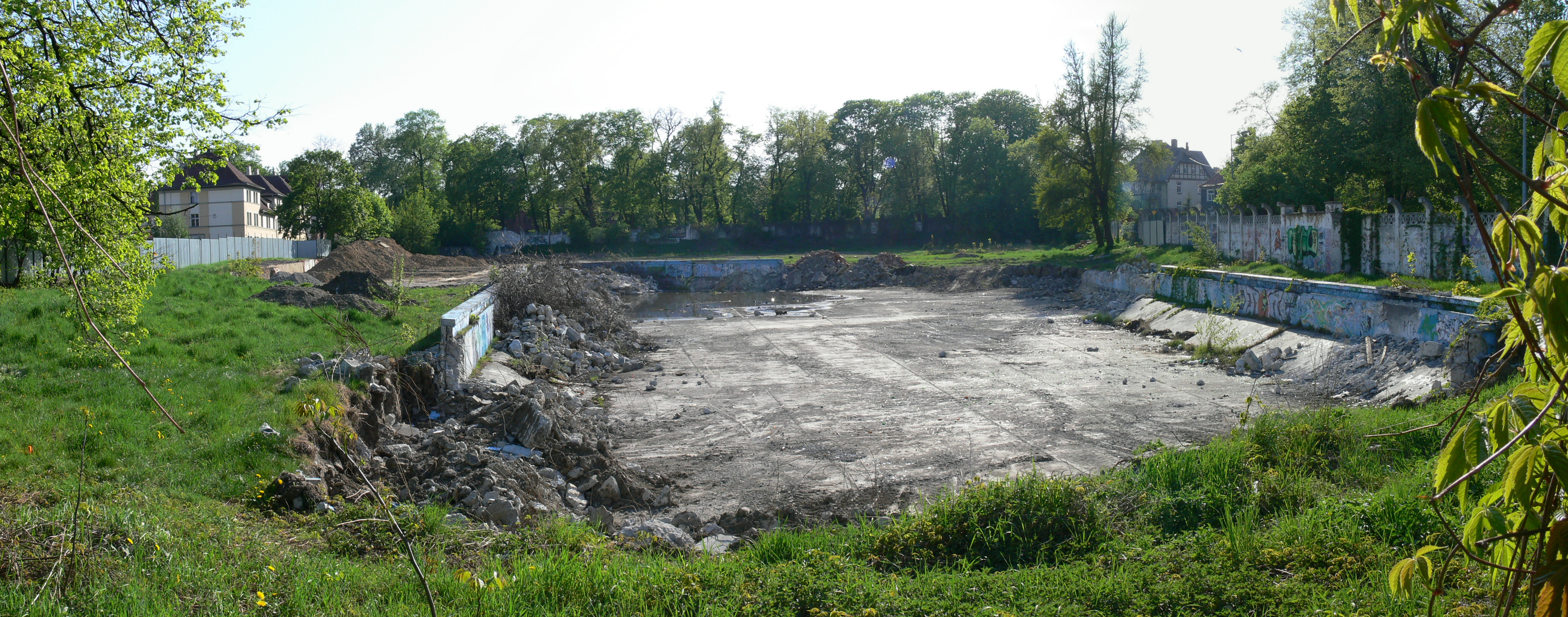
Pozostałości po kąpielisku miejskim – widoczne resztki dużego basenu

Kąpielisko miejskie miało dwa otwarte baseny, odrębny dla mężczyzn i kobiet. Powierzchnia każdego z nich wynosiła 1800 m², a głębokość – 0,8 do 2,5 metra. W niektórych miejscach, tam gdzie wybudowano wielopoziomowe trampoliny i skocznie, głębokość sięgała 3 metrów. Cały teren kąpieliska ogrodzony był betonowym murem, który również oddzielał basen dla mężczyzn od basenu dla kobiet. Funkcjonował również brodzik dla dzieci.
Wokół basenów znajdowały się trawiaste plaże dla mieszkańców. Oprócz tego na terenie basenu urządzono przebieralnie, kabiny prysznicowe, sanitariaty oraz pomieszczenia gospodarcze. Kąpielisko miało także muszlę koncertową.
Baseny zasilane były z czterech studni artezyjskich (tzw. łaźni Keila) wodą dostarczaną betonowymi rurami oraz nagrzaną wodą ze stawu gondolowego (niem. Gondelteich), który znajdował się w dawnym Parku Eichendorffa (niem. Eichendorffpark). Jednak w wyniku badań stwierdzono, że woda źródlana ma za dużo żelaza, natomiast woda ze stawu za dużo bakterii. W związku z tym wybudowano własną oczyszczalnie (stację filtrów). Specjalne pompy wysysały ją z basenów, po czym była filtrowana i dezynfekowana chlorem. Proces wypompowywania, filtracji, dezynfekcji i powtórnego wpuszczenia wody do basenów trwał trzy dni. 
Baseny były przystosowane do podgrzewania wody za pomocą oparów odlotowych, które pochodziły z pobliskiej rzeźni miejskiej. Plany rozbudowy kąpieliska zakładały budowę specjalnego domu kąpielowego z wannami, prysznicami i kąpielami medycznymi oraz krytego basenu, z którego można by było korzystać w zimie. Jednak w wyniku wojny plany te nie zostały zrealizowane.